# Auriora Island
L'île d'Auriroa est une île de la province de Milne Bay en Papouasie-Nouvelle-Guinée. Elle se trouve dans l'archipel du Conflict Group (en), qui fait partie de l'archipel de la Louisiade dans la mer des Salomon.